# جزایر مسکلی
جزایر مَسکَلی (به عربی: جزیرة مسکلی) چند جزیره هستند روبه‌روی ساحل جیبوتی، در خلیج تاجوره واقع شده‌است. جزایر مسکلی ۲ متر بالاتر از سطح دریا واقع شده‌اند. این جزیار از نظر تقسیمات کشوری جزء استان جیبوتی به شمار می‌آیند.